# Sân bay quốc tế Tashkent

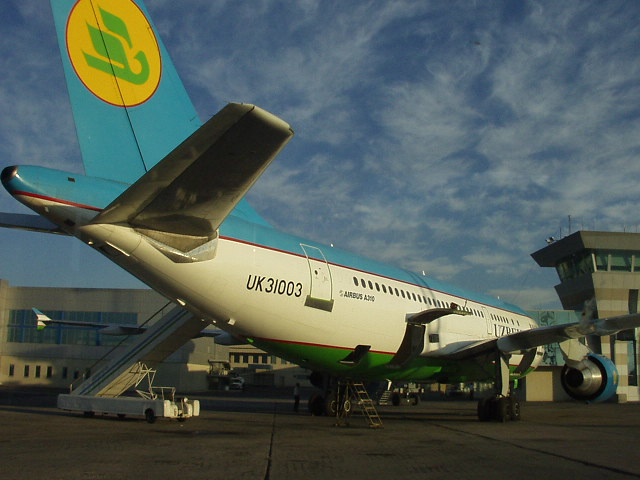
Uzbekistan Airways A310-324 in Yuzhny Airport

Sân bay Yuzhny (IATA: TAS, ICAO: UTTT), cũng gọi là Sân bay Tashkent Yuzhny là một sân bay tọa lạc tại Tashkent, Uzbekistan. Đây là sân bay lớn nhất của Uzbekistan, Yuzhny là trung tâm hoạt động của hãng hàng không Uzbekistan Airways.

## Các hãng hàng không và các điểm đến

### Hành khách
| Hãng hàng không         | Các điểm đến |
| ----------------------- | --- |
| Aeroflot                | Moscow–Sheremetyevo, Saint Petersburg |
| Air Arabia              | Abu Dhabi, Sharjah |
| Air Astana              | Almaty, Astana |
| Air Cairo               | Sharm El Sheikh |
| AnadoluJet              | Ankara |
| Asiana Airlines         | Seoul–Incheon |
| Azerbaijan Airlines     | Baku |
| Azimuth                 | Moscow–Vnukovo |
| Batik Air Malaysia      | Kuala Lumpur–International (begins 8 tháng 12, 2023) |
| Belavia                 | Minsk |
| China Southern Airlines | Bắc Kinh–Đại Hưng, Ürümqi |
| FlyArystan              | Astana Theo mùa: Turkistan |
| flydubai                | Dubai–International |
| FlyEgypt                | Theo mùa: Sharm El Sheikh |
| flynas                  | Jeddah, Riyadh |
| IndiGo                  | Delhi |
| IrAero                  | Novosibirsk |
| Jazeera Airways         | Theo mùa: Kuwait City |
| Kam Air                 | Kabul |
| Korean Air              | Seoul–Incheon (ngừng từ 1/3/2024) |
| Loong Air               | Chengdu–Tianfu, Xi'an |
| LOT Polish Airlines     | Warsaw–Chopin (tiếp tục lại từ 23/1/2024) |
| Nile Air                | Thuê chuyến theo mùa: Sharm El Sheikh |
| NordStar                | Moscow–Domodedovo |
| Qanot Sharq             | Budapest, Bukhara, Madrid (begins 9 tháng 3, 2024), Moscow–Vnukovo, Nha Trang, Sharm El Sheikh, Tel Aviv Theo mùa: Burgas, Larnaca, Phuket Thuê chuyến theo mùa: Kalamata, Phú Quốc |
| Qeshm Air               | Tehran–Imam Khomeini |
| Red Wings Airlines      | Makhachkala, Moscow–Domodedovo |
| Rossiya Airlines        | Saint Petersburg, Sochi |
| S7 Airlines             | Novosibirsk |
| Somon Air               | Dushanbe |
| Turkish Airlines        | Istanbul |
| Turkmenistan Airlines   | Ashgabat |
| Ural Airlines           | Chelyabinsk, Krasnoyarsk–Yemelyanovo, Moscow–Zhukovsky (resumes 20 tháng 11, 2023), Novosibirsk, Samara, Yekaterinburg |
| Utair                   | Moscow–Vnukovo, Saint Petersburg, Tyumen |
| Uzbekistan Airways      | Almaty, Andizhan, Ankara, Antalya, Astana, Bangkok–Suvarnbhumi, Batumi, Bắc Kinh–Thủ đô, Bishkek, Bukhara, Delhi, Dubai–International, Dushanbe, Fergana, Frankfurt, Grozny, Istanbul, Jakarta–Soekarno-Hatta, Jeddah, Karshi, Kazan, Khabarovsk (bắt đầu lại từ 4 tháng 12, 2023), Kuala Lumpur–International, Lahore, London–Heathrow, Medina, Mineralnye Vody, Minsk, Moscow–Domodedovo, Moscow–Vnukovo, Munich, Namangan, New York–JFK, Novosibirsk, Nukus, Paris–Charles de Gaulle, Riga, Saint Petersburg, Samarqand, Sharjah, Seoul–Incheon, Sochi, Tbilisi, Tel Aviv, Termez, Tokyo–Narita, Ufa, Urgench, Ürümqi, Yekaterinburg, Zaamin Theo mùa: Malé, Milan–Malpensa, Phuket (resumes 1 tháng 12, 2023), Phú Quốc, Sharm El Sheikh Thuê chuyến theo mùa: Hambantota–Mattala |
| Varesh Airlines         | Mashhad |
| Wizz Air                | Abu Dhabi |
| Zagros Airlines         | Tehran–Imam Khomeini |

### Hàng hóa
- Lufthansa Cargo